# DobroFest
Dobrofest je mezinárodní hudební festival uskutečňovaný od roku 1992 v Trnavě na Slovensku. 
Festival je věnován památce Johna Dopyery, slovenského rodáka a vynálezce rezofonické kytary dobro, který až do svého odchodu do USA vyrůstal v malé vesničce Dolná Krupá nedaleko Trnavy.